# Katharina Weiß (Schriftstellerin)
Katharina Viktoria Weiß (* 23. Juli 1994 in Bad Wörishofen) ist eine deutsche Schriftstellerin, Journalistin und Sprecherin der deutschen Sektion von Reporter ohne Grenzen.

## Leben und Karriere
Weiß wuchs im bayrischen Bad Wörishofen auf. Sie besuchte bis zum Abschluss des Abiturs das Marien-Gymnasium Kaufbeuren.
2010 schickte Weiß, als 15-jährige Schülerin, das Exposé zu ihrem Sachbuchdebüt Generation Geil an den Schwarzkopf & Schwarzkopf Verlag. Im Mai 2011 erschien das zweite Sachbuch, Schön!?, das sich in intimen Gesprächen mit Körperkult und Schönheitsidealen auseinandersetzt. Nach diversen Gastkolumnen und dem Coming-out-of-age-Roman Sommernachtsjugendewigkeit, erschien 2012 in Zusammenarbeit mit der gleichaltrigen Reisejournalistin Marie Michalke das popliterarische Reportagebuch 100 Dinge die man tun sollte, bevor man 18 wird. 2013 veröffentlichte sie gemeinsam mit Philipp Zumhasch den Sammelband Legenden von Morgen, der sich in 35 Reportagen mit jungen Nachwuchstalenten aus Bereichen wie Politik, Wissenschaft, Popkultur, Literatur, Kunst befasst. Einem breiten Publikum wurde sie durch fünf Auftritte bei TV total bekannt.
Vor der Zusammenarbeit mit dem Schwarzkopf & Schwarzkopf Verlag schrieb Weiß mehrere Jahre lang für die Mindelheimer Zeitung und die Augsburger Allgemeine. Von 2013 bis 2015 absolvierte Weiß eine Ausbildung an der Axel-Springer-Akademie und arbeitet bei Die Welt, Die Welt Kompakt und Bild am Sonntag. Für die Moderation des Multimedia-Projekts Wahllos. Deutschland deine Nichtwähler wurde die damals 18-Jährige mit ihrem Team für den Deutschen Reporterpreis und den Grimme Online Award nominiert.
2015 verließ die ausgebildete Redakteurin den Axel Springer Verlag und lebte für kurze Zeit in den USA, bevor sie sich als freie Autorin und Pressetexterin in Berlin niederließ. Unter anderem ist Weiß seit 2016 Chefredakteurin beim MYP Magazine und arbeitete zwischen 2017 und 2023 für die Berliner Morgenpost, Stern.de und den Rundfunk Berlin-Brandenburg. Aktuell (Stand: April 2024) schreibt sie für den Tagesspiegel, t-online und berichtet als Reisereporterin für das Redaktionsnetzwerk Deutschland (RND) unter anderen aus Argentinien und dem Oman.
Von 2015 bis 2018 studierte Weiß an der Humboldt-Universität zu Berlin die Bachelor-Fächer Europäische Ethnologie und Amerikanistik. 2021 schloss sie ihren Master im Fach Europäische Ethnologie ab. 2020 wurde ihre Forschung zu den „Vintage Virtuosen“ – einer Berliner Historien-Community, die ihr Streben nach ästhetischen Alltagserfahrungen durch den gelebten Rückbezug auf die 1920er-Jahre verwirklicht – im Sammelband „Mediated Pasts – Popular Pleasures. Medien und Praktiken populärkulturellen Erinnerns“ veröffentlicht. Als Co-Autorin des Musikers Joe Löhrmann schrieb sie mit ihm an seinem biografischen Sachbuch My Traveling Piano: Mit dem Klavier um die Welt, welches 2021 veröffentlicht wurde.
Seit 2023 ist die Kulturanthropologin als Pressesprecherin für die deutsche Sektion von Reporter ohne Grenzen tätig. Sie ist Expertin für Übergriffe auf Medienschaffende in Deutschland. Zudem betreut sie weite Teile des europäischen Kontinents, unter anderem mit Balkan-Schwerpunkt, und überwacht die Situation der Pressefreiheit in der Türkei. 

## Werke
- Generation Geil – Jugend im Selbstporträt. Schwarzkopf & Schwarzkopf, Berlin 2010, ISBN 978-3-89602-995-9.
- Schön!? – Jugendliche erzählen von Körpern, Idealen und Problemzonen. Schwarzkopf & Schwarzkopf, Berlin 2011, ISBN 978-3-86265-038-5.
- Sommernachtsjugendewigkeit. Roman. Schwarzkopf & Schwarzkopf, Berlin 2011, ISBN 978-3-86265-080-4.
- 100 Dinge die man tun sollte, bevor man 18 wird. Schwarzkopf & Schwarzkopf, Berlin 2012, ISBN 978-3-89602-594-4.
- Legenden von Morgen Schwarzkopf & Schwarzkopf, Berlin 2013, ISBN 978-3-86265-216-7.
- Mediated Pasts - Popular Pleasures. Medien und Praktiken populärkulturellen Erinnerns. Kulturen populärer Unterhaltung und Vergnügung, Bd. 5. (Hrsg. Christoph Bareither und Ingrid Tomkowiak), 2020, Würzburg: Königshausen & Neuman, ISBN 978-3-8260-6774-7.
- My Traveling Piano: Mit dem Klavier um die Welt. Eden Books, Berlin 2021, ISBN 978-3-95910-256-8.

## Belege
1. ↑  Nominierte – Grimme Online Award. Abgerufen am 29. Mai 2018.
2. ↑  Über uns | MYP Magazine. In: MYP Magazine. (myp-magazine.com [abgerufen am 31. Mai 2018]).
3. ↑  Sie war 19, er 28. Die Mauer trennte sie. Viele Jahre später fanden sie sich wieder. 9. November 2019, abgerufen am 27. Juni 2020.
4. ↑  Katharina Weiß: Argentinien-Urlaub: Insider-Tipps für indigenen und lokalen Tourismus. 21. Oktober 2023, abgerufen am 27. April 2024.
5. ↑  Katharina Weiß: Salalah im Oman: Hier treffen traumhafte Landschaften auf reiche Kultur. 31. März 2024, abgerufen am 27. April 2024.
6. ↑  Christoph Bareither, Ingrid Tomkowiak: Mediated Pasts – Popular Pleasures. Humboldt-Universität zu Berlin, 2020, ISBN 978-3-8260-6774-7 (hu-berlin.de [abgerufen am 27. Juni 2020]).
7. ↑  deutschlandfunk.de: Katharina Weiß zur Situation der Pressefreiheit in Deutschland. Abgerufen am 27. April 2024.
8. ↑  Nahaufnahme 2024. Abgerufen am 27. April 2024 (deutsch).

| Personendaten    | Personendaten                                 |
| ---------------- | --------------------------------------------- |
| NAME             | Weiß, Katharina                               |
| ALTERNATIVNAMEN  | Weiß, Katharina Viktoria (vollständiger Name) |
| KURZBESCHREIBUNG | deutsche Schriftstellerin und Journalistin    |
| GEBURTSDATUM     | 23. Juli 1994                                 |
| GEBURTSORT       | Bad Wörishofen                                |